# Ahmed El-Kass
Ahmed Abdou El-Kass (Alexandrië, 8 juli 1965) is een voormalig profvoetballer uit Egypte, die zijn profcarrière beëindigde in 2000. Hij speelde 67 interlands (17 doelpunten) voor de Egyptische nationale ploeg, met wie hij deelnam aan het WK voetbal 1990 in Italië.